# Kukal bażanci
Kukal bażanci (Centropus phasianinus) – gatunek dużego ptaka z rodziny kukułkowatych (Cuculidae). Zasiedla północną oraz wschodnią Australię, znaczną część Nowej Gwinei, Timor oraz Wyspy Kai. Nie jest zagrożony.

## Podgatunki i zasięg występowania
Międzynarodowy Komitet Ornitologiczny (IOC) wyróżnia 7 podgatunków C. phasianinus:
- kukal lśniący (C. p. spilopterus) G. R. Gray, 1858 – Wyspy Kai (południowo-wschodnie Moluki); niekiedy uznawany za osobny gatunek.
- kukal timorski (C. p. mui) I. J. Mason & McKean, 1984 – Timor (wschodnie Małe Wyspy Sundajskie); znany tylko z jednego okazu, może reprezentować odrębny gatunek[2].
- C. p. propinquus Mayr, 1937 – północna Nowa Gwinea
- C. p. nigricans (Salvadori, 1876) – południowo-wschodnia Nowa Gwinea i sąsiednie wyspy; obejmuje populację wydzielaną niekiedy jako kolejny podgatunek – C. p. obscuratus.
- C. p. thierfelderi Stresemann, 1927 – południowa Nowa Gwinea i wyspy w Cieśninie Torresa
- C. p. melanurus Gould, 1847 – północna, północno-zachodnia Australia
- kukal bażanci (C. p. phasianinus) (Latham, 1801) – wschodnia Australia

## Morfologia
CharakterystykaWiększy od kruka, ale lżejszy. Dosyć długi, szary dziób. Czerwone oczy samca, u samicy pomarańczowe, kontrastują z czarnym wierzchem ciała oraz całym spodem, łącznie z nogami. Skrzydła brązowe w białe plamki. Ogon również, ale tylko po bokach. Jest on długi i szeroki. Skrzydła także szerokie. Młode mają brązową głowę i płowe plamki.
Wymiary
- długość ciała: 61–79 cm
- rozpiętość skrzydeł: 51–56 cm
- masa ciała: 198–482 g

## Ekologia i zachowanie
BiotopBagna oraz brzegi rzek, ponadto uprawy trzciny cukrowej i podszyt.
ZachowanieŻyje samotnie. Kiedy czeka na zdobycz, zazwyczaj leży nisko w ukryciu.
GłosHuczące i niskie opadające „hu...”, wydaje je w długich seriach. Głos alarmowy to syczenie.
PożywienieGłównie owady, ale zjada także małe kraby, kręgowce oraz pisklęta.
LęgiCzęsto wyprowadza kilka lęgów. Gniazdo jest osłoniętą platformą z trawy ukrytej w kępie. Później kukal dodaje do niej patyki i małe gałęzie. Swoje 3, 4 lub 5 jaja wysiaduje przez 15 dni. Młode umieją latać po 17 dniach.

## Status
Międzynarodowa Unia Ochrony Przyrody (IUCN) uznaje kukala bażanciego za gatunek najmniejszej troski (LC – Least Concern) nieprzerwanie od 1988 roku. Liczebność populacji nie została oszacowana, ale ptak ten opisywany jest jako pospolity w pobliżu wybrzeży i rzadszy w pobliżu obszarów suchych. Trend liczebności populacji uznawany jest za stabilny. Kukala lśniącego (C. p. spilopterus) IUCN uznaje za osobny gatunek i również zalicza go do kategorii LC; ptak ten opisywany jest jako pospolity do bardzo pospolitego, a trend liczebności jego populacji uznawany jest za stabilny.